# Alain Duhamel
Alain Maurice Jacques Duhamel (Caen, 31 maggio 1940) è un giornalista e saggista francese.

## Biografia
Figlio di Michel Duhamel e Yvonne Bosquet, il padre e il nonno erano entrambi medici. Ha due fratelli, Jean-François , scomparso nel 2020, pediatra e accademico, e Patrice, ex-dirigente televisivo, e una sorella, Dominique. I suoi nipoti, Benjamin, figlio di Patrice, e Amélie, figlia di Dominque, sono rispettivamente un giornalista e un ex-ministro dello sport.

## Carriera giornalistica
Nel 1963, Duhamel iniziò a lavorare a Le Monde. Ha iniziato a tenere conferenze su Europe 1 a partire dal 1974. Ha anche scritto su Libération dal 1992 e su Les Dernières Nouvelles d'Alsace.
Duhamel ha anche ospitato diverse trasmissioni politiche televisive: À armes égales del 1970, Cartes sur table su Antenne 2 del 1978, seguito da L'Heure de vérité, e infine 100 minutes pour convaincre dal 2002, nonché Question Ouverte. Durante le elezioni presidenziali francesi del 1995, Duhamel, insieme al collega giornalista Guillaume Durand, ha ospitato il dibattito televisivo tra Jacques Chirac e Lionel Jospin.
Duhamel ha anche lavorato con RTL a partire dal 1999.
Nel 2006, Duhamel ha pubblicato Les Prétendants 2007, elencando 20 probabili contendenti alle elezioni presidenziali francesi del 2007, e ignorando in particolare Ségolène Royal. Duhamel ha insistito nel negare che Royal fosse una probabile contendente, anche se è cresciuta in popolarità. Alla fine ha incluso un capitolo sull'edizione tascabile del libro.
Il 27 novembre 2006, durante una conferenza a Sciences Po, Duhamel ha dichiarato la sua intenzione di votare per François Bayrou. Un video dell'evento è stato pubblicato su Dailymotion e Duhamel è stato sospeso dalle sue attività a France 2 e RTL fino alla fine della campagna.
Nel 2009, Duhamel ha pubblicato La Marche Consultaire, un libro che metteva a confronto Nicolas Sarkozy e Napoleone.